# Вісенте Феола
Вісенте Феола (порт. Vicente Feola; 20 листопада 1909, Сан-Паулу — 6 листопада 1975, Сан-Паулу) — бразильський футбольний тренер. Перший тренер, який привів збірну Бразилії до перемоги на чемпіонатах світу. Автор знаменитої фрази «Ви заб'єте нам скільки зможете, а ми вам — скільки захочемо» (1958).

## Біографія
Вісенте Феола народився в родині італійських імігрантів з містечка Кастеллабате. Намагався грати у футбол в клубах «Сан-Паулу да Флореста», «Ауто» (Сан-Паулу) та «Амерікано», але рано закінчив кар'єру гравця через проблеми із зайвою вагою, які поступово призвели до ожиріння.

## Кар'єра тренера
Тренерську кар'єру почав дуже рано: коли Феола очолив свій перший клуб «Сіріо Лібанес» йому було 26 років, а у наступному році працуював з клубом «Португеза Сантіста».

### «Сан-Паулу»
1937 року Вісенте став тренером «Сан-Паулу». Феола кілька разів йшов, але продовжував працювати в клубі і незмінно повертався на посаду тренера. У 1948 році прийшов перший титул чемпіона штату, а наступного року — ще один.
Після цього тодішній тренер збірної Бразилії Флавіо Кошта запросив Феолу своїм помічником. Тому одну з найбільших катастроф бразильського футболу  — поразку збірної Бразилії від збірної Уругваю на чемпіонаті світу 1950 року Феола спостерігав, сидячи на тренерській лаві стадіону «Маракана», але робота в тіні дозволила йому уникнути удару всенародного гніву після поразки.
1957 року в «Сан-Паулу» після поразки угорської революції приїхав працювати угорський тренер Белла Гуттманн і привіз разом з собою невідому схему 4-2-4. Феола часто спілкувався з угорцем, допомагав йому, навчався. За чотири місяці до чемпіонату світу 1958 року керівництво бразильського футболу саме Феолу вибрало наставником команди. На посаді тренера Селесао поки що не було жодного іноземця, але тоді ледь першим не став парагваєць Мануель Флейтас Соліч, який працював з «Фламенго», проте вибір був зроблений на користь Вісенте Феоли.

### Чемпіонат світу 1958
Феола все життя прагнув до створення технічної, але в той же час чітко організованої команди, що не розпадається на елементи. Задля досягнення мети життя йому і допомогла нова тактика 4-2-4. При цій схемі один з інсайдів відсовувався назад і разом з одним з напівсередніх становив нову пару півзахисників в центрі поля. У той же час інший напівсередній відходив назад, стаючи четвертим захисником. Дана схема дозволила в повній мірі активізувати фланги і надати грі додатковий атакуючий імпульс.
Вже будучи тренером національної команди, при підготовці збірної до шведського чемпіонату, Феола висунув нову концепцію: не гравці під тактику, а тактика під гравців. 1958 року цей принцип Феола повністю себе виправдав. Тактика 4-2-4 була ідеальною ігровий схемою для тієї команди. Видатні центральні півзахисники Зіто і Діді справлялися з величезним обсягом роботи в середині поля. Крім того, лівий форвард Маріо Загало допомагав півзахисту при оборонних діях. Таким чином Пеле, Гаррінча і Вава отримували майже необмежену свободу в атаці. Ця схема не тільки не сковувала індивідуальну майстерність Пеле і Гаррінчі, а навпаки, сприяла максимально можливому розкриттю їх таланту. Якраз Пеле став героєм знаменитого півфінального матчу зі збірною Франції, забивши 3 м'ячі. Ще 2 м'ячі він забив у фіналі, а всього, виходячи на поле лише в чотирьох матчах, Пеле вражав чужі ворота 6 разів.
В підсумку збірна Бразилії виграла свій перший чемпіонат світу за рахунок індивідуальної майстерності, демонстрація якої була можлива завдяки вміло обраній тактиці. Але останнім часом у Бразилії часто недооцінювалася роль тренера. Багатьом бразильцям здавалося, що така велика збірна може вигравати і без цього товстого «роздавальника футболок», як нерідко називали Феола недоброзичливці. Крім того, йому пригадували сварки з Гаррінча.

### Повернення в клубний футбол
Після переможного чемпіонату світу Феола востаннє ненадовго повернувся як тренер до «Сан-Паулу», а потім прийняв пропозицію очолити аргентинський клуб «Бока Хуніорс». З ним він виграв два титули чемпіона Аргентини — в 1961 і 1962 роках.
На черговий чемпіонат світу 1962 року збірну Бразилії повіз не Феола, а інший тренер — Айморе Морейра. Експериментувати зі складом він не став, змінивши лише пару вікових центральних захисників. Весь чемпіонат бразильці пройшли практично одним і тим же складом, тільки замість Пеле, який вже у другому матчі отримав травму, грав Амарілдо. Перемігши у фінальному матчі збірну Чехословаччини — 3: 1, бразильці вже вдруге поспіль стали чемпіонами світу.

### Чемпіонат світу 1966
Після цієї перемоги збірну Бразилії знову довірили Вісенте Феолі, і він став готувати її до чемпіонату світу 1966 року, який мав пройти в Англії. У новій перемозі вже ніхто не сумнівався, в Бразилії повторювалася ейфорія 1950 року. Але тепер перед Феолою стояло чимало проблем. Після чемпіонату світу 1958 року пройшло багато часу, команда потребувала серйозного оновлення. Крім того, за той час, що Феола працював в Аргентині, в головній команді країни дещо змінилося. Збірна перетворилася в широко розрекламований товар, на якому наживалися певні особистості і структури. Так, команда робила незліченну кількість турне, які приносили прибуток її «спонсорам». Але найстрашніше полягало в тому, що місця в збірній мало не купувалися, так як було дуже вигідно і престижно відіграти за збірну Бразилії хоча б один матч. У результаті склад награвався погано, а гравці, замучені численними товариськими іграми, сильно втомлювалися.
В підсумку на різних тренувальних базах одночасно готувалися чотири команди, повністю автономних, незалежних одна від одної. Однак до останнього моменту Феола не міг визначитися, хто відправиться в Англію, увійшовши в остаточний список-заявку з 22 футболістів. Разом з ним категоричні судження висловлювали тренер з фізичної підготовки Пауло Амарал, а також начальник команди Пауло Насіменто, думки якого, як згодом розповідав Пеле, нерідко розходилися з точкою зору Феола. Феола намагався радитися за складом з ветеранами: Пеле, Белліні, Орландо. Але вони не могли сказати йому про молодих гравців, оскільки всі чотири склади кандидатів у збірну тренувалися окремо, і ніхто ніколи не бачив всіх гравців разом, не міг їх порівнювати один з одним.
Тому, хоча в Англію відправився все ж найсильніший склад, Бразилія постала там найслабшою за всю історію своїх виступів на чемпіонатах світу. Уже перша гра групового турніру зі збірною Болгарії насторожила знавців футболу. Бразильці виграли 2:0, але в їхній грі не було колишньої легкості, за якою ховалася величезна міць. Здавалося, все дається команді через силу. Після перемоги над болгарами збірна Бразилії грала з угорцями і зазнала поразки 1:3. Тепер, щоб вийти до чвертьфіналу, бразильцям треба було вигравати у збірної Португалії з перевагою в три м'ячі. Але гра з португальцями відразу ж прийняла зовсім інший оборот. Незабаром Пеле отримав важку травму. Мільйони телеглядачів усього світу бачили сльози на обличчі Пеле, що йде з поля. Він розумів, що більше нічим не зможе допомогти своїй команді. Під час телетрансляції цього матчу в Бразилії сталося набагато більше, ніж зазвичай, автокатастроф. Були і самогубства. Після гри, що закінчилася перемогою збірної Португалії з рахунком 3:1, натовпи бразильців кинулися громити крамниці ні в чому не винних торговців-португальців і палити солом'яні опудала Вісенте Феола. Країна пережила небачене потрясіння.
|                 | Ми, бразильці, зазналися. Ми знову, як в чемпіонаті п'ятдесятого року увірували заздалегідь, що перемога у нас в кишені. Що потрібно тільки простягнути руку, і Кубок - наш! Говорячи про зазнайство, я маю на увазі не гравців команди, а націю в цілому. Ми втратили скромність. Ми повірили в нашу непогрішність. Газети знову кричали про перемогу як про вже вирішену справу, само собою зрозуміле. Пам'ятаючи про тяжкий урок 1950-го року, я намагався закликати в 1966 році до стриманості, до поміркованості, нагадував, що чемпіонат ще не починався, що у нас сильні суперники. Але від мене відмахувалися, ніхто не хотів мене слухати, всі ми забули старе мудре правило, з якого випливає, що завтрашній день і завтрашній матч потрібно завжди розглядати як найважче випробування |
| — Вісенте Феола | |

Дворазові чемпіони світу достроково склали свої повноваження і вирушили додому. Час свого прибуття на батьківщину вони намагалися не афішувати, побоюючись, що їх буде зустрічати величезний розлючений натовп уболівальників. Всього під його керівництвом Бразилія провела 74 гри, з яких 55 виграла, 6 програла і 13 матчів звела внічию.

### Подальше життя
Після фіаско на чемпіонаті світу Феола не наважився летіти до Бразилії разом з командою і ще кілька місяців провів у Європі. Він добре розумів, що звинуватять у футбольній катастрофі саме його, і всерйоз побоювався за своє життя, оскільки будинок Феоли в Сан-Паулу був закиданий камінням, а поліції довелося брати під охорону і захист сім'ю головного тренера. Пристрасті в Бразилії завжди гарячі, однак Феола пережив те, чого ще не траплялося переживати жодному бразильському тренеру.
|                  | Фінальний рахунок 1:3 кинув Бразилію в траур. Ніколи не забуду цього кошмарного видовища: люди, ридаючі прямо на вулиці, густий дим від спалюваних прапорів, прокляття і клятви ніколи більше не ходити на футбол. І скоромовку репортера радіо "бандейрантес", який повідомляв про те, що будинок тренера збірної Вісенте Феола в Сан-Пауло розгромлений, а його сім'я вирвана з рук натовпу розлючених уболівальників і вивезена поліцією в надійне місце. |
| — Ігор Фесуненко | |

Минуло чимало часу, перш ніж Бразилія заспокоїлася. Але тренерська кар'єра Феоли на цьому закінчилася. Після цього він працював в «Сан-Паулу» на адміністративних посадах, але на тренерській посаді більше не працював.

## Досягнення
- Чемпіон штату Сан-Паулу: 1948, 1949
- Чемпіон турніру Ріо-Сан-Паулу: 1948, 1949
- Чемпіон Аргентини: 1961, 1962
- Чемпіон світу: 1958
- Володар Кубка Освалдо Круза: 1958
- Володар Кубка О'Хіггінса: 1959
- Володар Кубка Рока: 1960
- Володар Кубка Атлантики: 1960
- Срібний призер Чемпіонату Південної Америки: 1959 (Аргентина)